# کانادوتا لیک (پنسیلوانیا)
کانادوتا لیک (به انگلیسی: Canadohta Lake) یک منطقهٔ مسکونی در ایالات متحده آمریکا است که در پنسیلوانیا واقع شده‌است. کانادوتا لیک ۳٫۸ کیلومتر مربع مساحت و ۵۱۶ نفر جمعیت دارد و ۴۲۵٫۲ متر بالاتر از سطح دریا واقع شده‌است.